# Glutamatna karboksipeptidaza II
Glutamatna karboksipeptidaza II (EC 3.4.17.21, N-acetilisana-gama-vezana-kiselinska dipeptidaza (NAALADaza), folatna hidrolaza, prostat-specifični membranski antigen, pteroilpoli-gama-glutamatna karboksipeptidaza, mikrozomalna gama-glutamilna karboksipeptidaza, pteroilpoliglutamatna hidrolaza, folilpoliglutamatna hidrolaza, pteroilpoli-gama-glutamatna hidrolaza, pteroilpoligamaglutamilna hidrolaza, pteroilpoliglutamatna hidrolaza, pteroilpoliglutaminsko kiselinska hidrolaza, PSM antigen, acetilaspartilglutamatna dipeptidaza, NAALA dipeptidaza, NAAG peptidaza pacova, mGCP, membranska glutamatna karboksipeptidaza, N-acetilisana-alfa-vezana-amino dipeptidaza, prostratno-specifični membranski antigen, N-acetilisana alfa-vezana kiselinska dipeptidaza, PSMA) je enzim. Ovaj enzim katalizuje sledeću hemijsku reakciju
Odvajanje nesupstituisanog, C-terminalnog glutaminskog ostatka, tipično sa Ac-Asp-Glu ili folilpoli-gama-glutamata
Ova metalo-karboksipeptidaza je predominantno izražena kao membranski enzim koji je težak 94-100 kDa.

## Literatura
- Nicholas C. Price; Lewis Stevens (1999). Fundamentals of Enzymology: The Cell and Molecular Biology of Catalytic Proteins (Third изд.). USA: Oxford University Press. ISBN 019850229X.
- Eric J. Toone (2006). Advances in Enzymology and Related Areas of Molecular Biology, Protein Evolution (Volume 75 изд.). Wiley-Interscience. ISBN 0471205036.
- Branden C; Tooze J. Introduction to Protein Structure. New York, NY: Garland Publishing. ISBN 0-8153-2305-0.
- Irwin H. Segel. Enzyme Kinetics: Behavior and Analysis of Rapid Equilibrium and Steady-State Enzyme Systems (Book 44 изд.). Wiley Classics Library. ISBN 0471303097.
- William P. Jencks (1987). Catalysis in Chemistry and Enzymology. Dover Publications. ISBN 0486654605.

## Spoljašnje veze
- Glutamate+carboxypeptidase+II на 